# Кирби (село)
Кирби́ (тат. Хәерби) — село в Лаишевском районе Республики Татарстан. Административный центр муниципального образования «Кирбинское сельское поселение». Окрестности села были обитаемы в эпоху бронзового века. Относилось к селениям Казанского ханства. Население в 1926 году достигало 1549 жителей, на 2022 год оно составляло 828 человек.

## География
Географическое положение
Находится в зоне хвойно-широколиственных (смешанных) лесов, в Западном Предкамье, в трёх км от реки Мёша. Располагается в 40 км по автодорогам к юго-востоку от города Казани, в 35 км северо-западнее районного центра — города Лаишево. Высота над уровнем моря — 65 м.
Климат
Согласно Классификации климатов Кёппена, климат села определяется как Dfb — влажный континентальный климат с тёплым летом. Температура здесь в среднем 4,9°C. Среднегодовая норма осадков — 620 мм. Территория села расположена в строительно-климатической зоне II В. Климат умеренно-континентальный с холодной зимой и тёплым, иногда жарким, летом. В годовом ходе наиболее холодный месяц — январь со среднемесячной температурой –13,6 — –14,8°C; самый тёплый — июль со среднемесячной температурой +18,8 — +19,7°C.
| Показатель              | Янв.  | Фев.  | Март | Апр. | Май  | Июнь | Июль | Авг. | Сен. | Окт. | Нояб. | Дек. |
| ----------------------- | ----- | ----- | ---- | ---- | ---- | ---- | ---- | ---- | ---- | ---- | ----- | ---- |
| Средняя температура, °C | −10,4 | −10,2 | −4,3 | 4,5  | 13,5 | 18   | 20,8 | 19   | 12,7 | 5,3  | −2    | −7,6 |
| Норма осадков, мм       | 47    | 38    | 41   | 39   | 47   | 64   | 64   | 61   | 59   | 61   | 50    | 49   |
| Источник:               |       |       |      |      |      |      |      |      |      |      |       |      |

## История и этимология
Относилось к селениям Казанского ханства. Название села произошло от имени тат. Хәерби (Хаерби). В XVIII — первой половине XIX века жители принадлежали к сословию государственных крестьян.
Традиционными занятиями жителей были земледелие (сельская община владела 1857 десятинами земли в начале XX века) и скотоводство. В начале XX века отмечалось наличие в селе ветряной мельницы и шести мелочных лавок.
В начале XIX века здесь действовала мечеть, где служили духовные лица, назначенные Казанским губернским управлением. В 1873 году в деревне была возведена мечеть, упоминается в источниках конца XIX века. В 1907 году сгорела. В 1908 году на деньги казанского купца первой гильдии С. С. Губайдуллина была построена новая мечеть. Постановлением губернского управления была открыта в феврале 1909 года. При мечети было открыто старометодное медресе. В начале XX века в селе действовали мечеть и медресе, в котором учились 30 девочек, 40 мальчиков. В махалле деревни насчитывалось 505 мужчин и 510 женщин, в деревне — 159 дворов.
Летом 1917 года, когда в Казанском крае в разгаре было аграрное движение против помещичьего землевладения, крестьяне деревни выкашивали для себя луга, принадлежавшие местному помещику. В 1918 году несколько дней село было занято отрядом Чехословацкого корпуса.
Вскоре после установления советской власти в селе была открыта начальная школа, преобразованная в 1934 году в семилетнюю, а в 1961 году — в восьмилетнюю. В 1952 году начал действовать сельский клуб. В 1930 году в селе был организован первый колхоз «Алга». В 1973 году он перешёл в колхоз «Мир». С 1979 года село было в совхозе «Кирбинский», с 1995 года — в коллективном предприятии «Хаерби», с 1998 года по 2003 год — в товариществе «Вафин и Компания».
До 1920 года село было в Чемерецкой, позднее — в Астраханской волости, входивших в Лаишевский уезд Казанской губернии. С 1920 года вошло в состав образованного Лаишевского кантона Татарской АССР. В связи с упразднением кантонного деления в республике, 14 февраля 1927 года было включено в созданный Лаишевский район. В период с 4 августа 1938 года по 25 марта 1959 года относилось к Столбищенскому району. В результате реформы административно-территориального деления, в период с 1 февраля 1963 года по 11 января 1965 года входило в состав Пестречинского района.

## Население
| 1782  | 1859  | 1883  | 1897  | 1908  | 1911  | 1920  |
| ----- | ----- | ----- | ----- | ----- | ----- | ----- |
| 123   | ↗635  | ↗765  | ↗1009 | ↗1227 | ↘1214 | ↗1430 |
| 1926  | 1949  | 1958  | 1970  | 1979  | 1989  | 2002  |
| ↗1549 | ↘1389 | ↘1342 | ↘1155 | ↘934  | ↘784  | ↗812  |
| 2010  | 2017  | 2021  | 2022  |       |       |       |
| ↘789  | ↗948  | ↗1053 | ↘828  |       |       |       |

В 1782 году при подсчёте учитывались только мужчины. На начало 2022 года в селе жили 828 человек (177 — младше трудоспособного, 457 — трудоспособного, 194 — старше трудоспособного возраста). По переписи 2021 года в селе жили 1053 человека. Из 1051 указавшего национальность были 960 татар, 68 русских и 29 представителей других национальностей. Русский язык был родным для 80 человек (при этом использовали его 987 человек), татарский — для 955 (использовали 885 человек). По переписи 2010 года — 789 человек. По переписи 2002 года — 812 жителей (татары — 96%). В селе родился Фарид Яруллин (1914 — 1943) — татарский композитор.

## Экономика
На территории села с 2002 года действует ООО «Производственно-коммерческая фирма «Чулман-Сервис», с 2003 года —сельскохозяйственное предприятие — ООО «Хаерби» , а с 2018 года — стерилизационный центр «Луч» АО «КМИЗ» . Имеются предприятие по выпуску бутилированной воды ООО «Созвездие Ориона», мебельная фабрика ООО «ФабрикАрт», зерносклад, ферма крупного рогатого скота на 1200 голов, семенохранилище.

## Транспорт
Через село проходит автомобильная дорога общего пользования регионального значения «Сокуры — Кирби — Травкино». В 0,5 км южнее села проходит скоростная федеральная автомобильная дорога М-12 «Восток». Кирби является промежуточным остановочным пунктом по межмуниципальному маршруту регулярных перевозок «Казань — Атабаево». От Казани (автовокзал «Южный») до села существует постоянное автобусное сообщение.

## Инфраструктура
В селе с 1978 года (по другим сведениям, с 1999 г.) действует детский сад, с 1989 года — фельдшерско-акушерский пункт, с 2014 года — участковый ветеринарный пункт. Имеются средняя школа, почтовое отделение, кладбище площадью 3,03 га.
Общая площадь села составляет 350,72 га, жилого фонда — 23,39 тыс. кв. м обеспеченностью 28,25 кв. м на человека. В селе 21 улица. Село газифицировано и электрифицировано. Водоснабжение осуществляется из подземных источников при помощи артезианских скважин и водонапорных башен. Сетями водоснабжения охвачено 100% его территории. Общая протяжённость сетей водопровода — 11,8 км. Централизованная система водоотведения отсутствует. Население и общественные учреждения пользуются септиками. Отопление застройки осуществляется от локальных источников теплоснабжения, работающих на газе. Телефонизация застройки осуществляется от автоматической телефонной станции, расположенной в селе.

## Культура и религия
В окрестностях села имеются археологические памятники: Кирбинская стоянка, датируемая маклашеевским этапом приказанской культуры, Кирбинское городище, относящееся к Азелинской культуре. В окрестностях села с 1929 года известны «Кирбинские монетные находки»: серебряные монеты XIV — начала XV века, в том числе золотоордынские — начала XV века. К выявленным объектам культурного наследия Республики Татарстан относится мечеть 1908 года — памятник культовой архитектуры, относящийся к стилю деревянной эклектики. Типичный пример деревянной татарской мечети с полихромным цветовым решением фасадов, характерным для национальной традиции. В советские годы размещалась школа, в 1970-е годы была возвращена верующим, в настоящее время по назначению не используется. 
С 1936 года действует сельская библиотека, с 1985 года — сельский дом культуры. В селе находится местная мусульманская религиозная организация — сельский приход Духовного управления мусульман Республики Татарстан. С 2015 года действует мечеть «Кадыйр».

### Книги
- Волости и важнейшие селения Европейской России :  [рус. дореф.]. — Центральный статистический комитет Министерства внутренних дел. — СПб, 1883. — Вып. IV : губернии Нижне-Волжской области. — VI, 247 с. — (Волости и важнейшие селения Европейской России).
- Кадыров Б. Г. Сохраняя наследие... :  [рус.] : справочник / Б. Г. Кадыров, под ред. А. В. Тимирясовой. — Институт экономики, управления и права (г. Казань). — Казань : Познание, 2015. — 134 с. — (Сокровищница Татарстана). — ISBN 978-5-8399-0524-5.
- Список селений Казанской губернии :  [рус. дореф.]. — Оценочно-статистическое бюро Казанского губернского Земства. — Казань, 1911. — Вып. 6 : Лаишевский уезд. — 26 с. — (Список селений Казанской губернии).
- Чернышев Е. И. Страницы истории крестьянского и рабочего движения в Казанской губернии // Народы Среднего Поволжья в XVI – начале XX века: избранные труды / сост., авт. предисл., прим., указ. и сокр. И. З. Файзрахманов; под ред. И. К. Загидуллина. — Казань : Институт истории им. Ш. Марджани АН РТ, 2020. — С. 470. — ББК 63.3(235.54). — УДК 94(470.4)(G). — ISBN 978-5-94981-344-7.

### Статьи
- Галимуллина Г. Х. Губайдуллины в истории села Кирби / Галимуллина Г. Х., Насибуллина А. Б. // Вестник Казанского государственного университета культуры и искусств. — 2018. — № 3.
- Зеликов И. А. Государственные задания участковым ветеринарным пунктам Республики Татарстан и их финансовое обеспечение // Ученые записки Казанской государственной академии ветеринарной медицины им. Н. Э. Баумана. — 2017. — № 3.
- Лыганов А. В. Пестречинские стоянки эпохи раннего металла и раннего железа в нижнем Прикамье и их природное окружение. Глава 6. Вещественный материал и хронология стоянок Пестречинских IV и ii стоянок / Лыганов А. В., Бугров Д. Г. // Археология евразийских степей. — 2019. — № 4. — doi:10.24411/2587-6112-2019-00036.
- Шигапов М. Б. Хронология золотоордынских монетных комплексов в Западном предкамье // Филология и культура. — 2012. — № 2.